# Denise Perrier
Denise Margaret Perrier Lanfranchi, o simplemente conocida como Denise Perrier, (Ambérieu-en-Bugey, 13 de febrero de 1935) es una actriz, modelo, exreina de belleza y ganadora de Miss Mundo 1953. Es la única mujer francesa en ganar el título de Miss Mundo.

## Biografía
Denise Perrier nació y creció en la ciudad francesa de Ambérieu-en-Bugey. Su padre era gendarme. Su familia se trasladó a Indochina Francesa y regresó a Francia antes de la Conferencia de Ginebra de 1954. Cuando tenía 18 años, el director del casino de Saint-Raphaël la invitó a participar en el concurso de belleza Miss Saint-Raphaël que se llevaba a cabo la misma noche. Ganó el concurso y pasó a participar en el concurso de Miss Francia.
Denise Perrier fue coronada Miss Mundo Francia 1953 por Miss Mundo Francia 1952, Nicole Drouin. Representó a Francia en el concurso de Miss Mundo 1953. Perrier fue elegida Miss Mundo durante el certamen de ese año, representando a Francia, el mismo año en que Christiane Martel, también de Francia, ganó el concurso de Miss Universo. Fue la primera mujer francesa en ganar este título. Conoció a Julia Morley y se hicieron muy amigas.
Perrier también ha actuado en películas. Su escena más memorable es una aparición sin acreditar en la película de James Bond de 1971, "Diamantes para la eternidad". En la escena, después de un poco de persuasión por parte de James Bond, quien la estrangula con la parte superior de su bikini, ella cede y revela la ubicación del villano de la película. Ella dijo que le pidió a Sean Connery que se excediera un poco en el acto de estrangulamiento para asegurarse de que pareciera atacada, y así lo hizo.
Después de dejar su carrera como modelo, Perrier se involucró en la política local en su Francia natal. Ocupó tres mandatos municipales en la lista de Jacques Médecin, entonces alcalde de Niza.
Fue una de las jueces en los concursos de Miss Mundo de 2005, 2010, 2011 y 2013.

## Filmografía
- Toutes folles de lui (1967)
- The Blonde from Peking (1967) - La speakerine
- Le Bourgeois gentil mec (1969)
- Diamonds Are Forever (1971) - Marie (sin acreditar)